# مارکو ویمنز
مارکو ویمنز (انگلیسی: Marco Weymans؛ زادهٔ ۹ ژوئیهٔ ۱۹۹۷) بازیکن فوتبال اهل بلژیک است.
از باشگاه‌هایی که در آن بازی کرده‌است می‌توان به باشگاه فوتبال کاردیف سیتی اشاره کرد.
وی همچنین در تیم‌های ملی فوتبال زیر ۱۷ سال بلژیک، زیر 18 سال بلژیک، زیر ۱۹ سال بلژیک، و بزرگسالان بوروندی بازی کرده‌است.